# Guatuso
Guatuso é um cantão da Costa Rica localizado na província de Alajuela. Sua capital é a cidade de San Rafael.